# Settingiano
Settingiano ist eine italienische Gemeinde mit 3268 Einwohnern (Stand 31. Dezember 2023) in der Provinz Catanzaro, Region Kalabrien.
Das Gebiet der Gemeinde liegt auf einer Höhe von 170 m über dem Meeresspiegel und umfasst eine Fläche von 14 km². Die Nachbargemeinden sind Caraffa di Catanzaro, Catanzaro, Marcellinara und Tiriolo. Settingiano liegt 13 km westlich von Catanzaro.
Die Gemeinde wurde im 16. Jahrhundert gegründet.